# آلوارو کورتس
آلوارو کورتس (انگلیسی: Álvaro Cortés؛ زادهٔ ۱۷ مارس ۲۰۰۵) بازیکن فوتبال اهل اسپانیا است که در حال حاضر برای باشگاه فوتبال بارسلونا اتلتیک در پست مدافع بازی می‌کند. 
وی همچنین در تیم‌های ملی فوتبال زیر ۱۷ سال اسپانیا، زیر ۱۸ سال اسپانیا و زیر ۱۹ سال اسپانیا بازی کرده است.